# 1846 (numero)
Milleottocentoquarantasei (1846) è il numero naturale dopo il 1845 e prima del 1847.

## Proprietà matematiche
- È un numero pari.
- È un numero composto da 8 divisori: 1, 2, 13, 26, 71, 142, 923, 1846. Poiché la somma dei suoi divisori (escluso il numero stesso) è 1178 < 1846, è un numero difettivo.
- È un numero sfenico.
- È un numero congruente.
- È un numero intero privo di quadrati.
- È un numero odioso.
- È parte delle terne pitagoriche (710, 1704, 1846), (1846, 4872, 5210), (1846, 11928, 12070), (1846, 65520, 65546), (1846, 851928, 851930).

## Astronomia
- 1846 Bengt è un asteroide della fascia principale del sistema solare.

## Astronautica
- Cosmos 1846 è un satellite artificiale russo.